# Paula Jacques

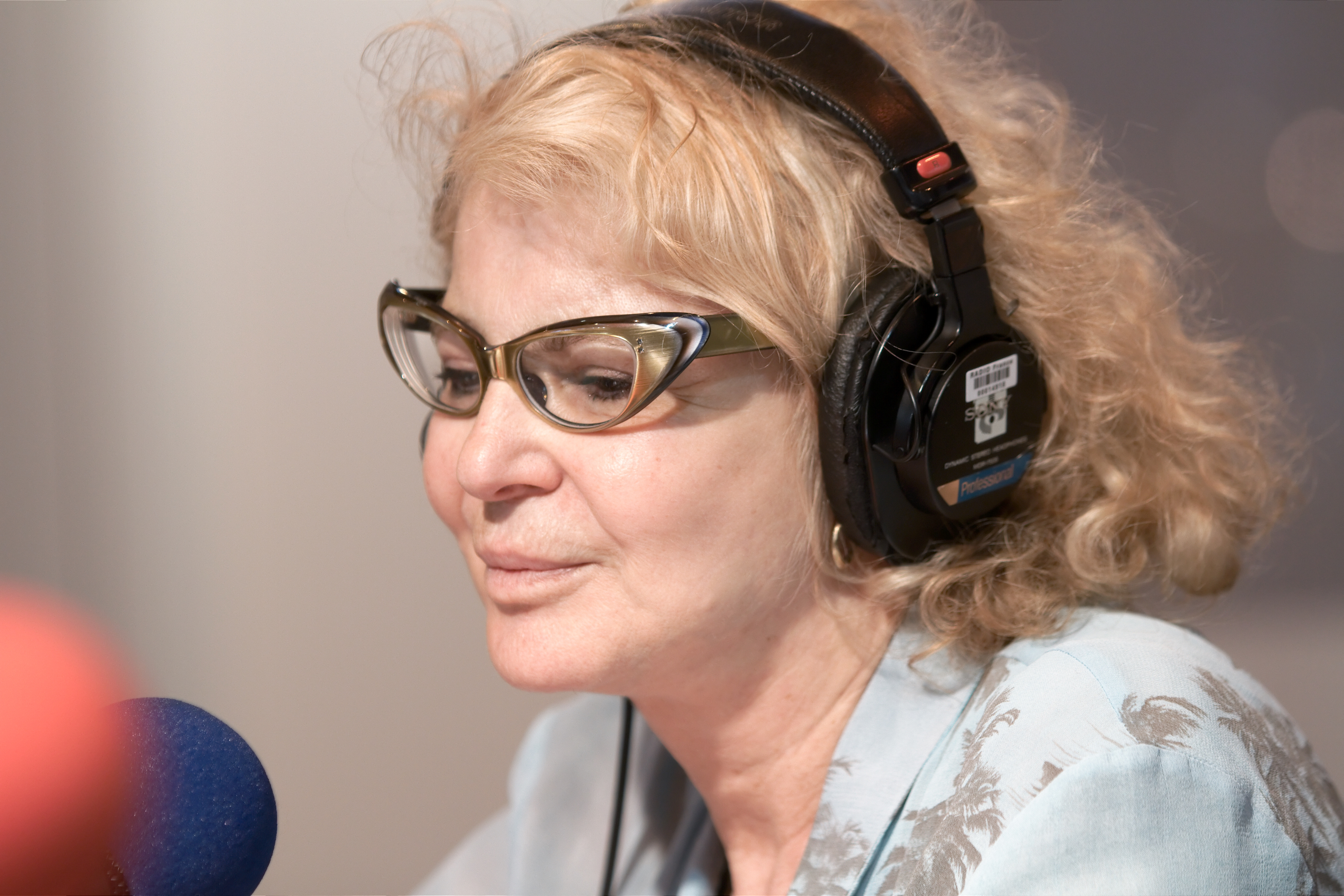
Paula Jacques im Salon du livre de Paris 1

Paula Jacques ist das Pseudonym von Paula Abadi (geboren 8. Mai 1949 in Kairo, Ägypten). Sie ist eine französische Schriftstellerin, Journalistin und Radiomoderatorin. Sie wurde 1991 mit dem Prix Femina ausgezeichnet und ist seit 1996 Mitglied der Jury des Prix Femina.

## Leben

### Jugend
Paulas Vater Jacques Abadi war Kaufmann, ihre Mutter hieß Esther, geborene Sasson. Paula Jacques und ihre Familie wurden 1957 in Folge der Sueskrise unter Präsident Gamal Abdel Nasser als Juden aus Ägypten ausgewiesen. Die Familie wanderte daraufhin nach Israel aus und Paula verbrachte einige Jahre in einem Kibbuz. Noch als Jugendliche zog sie nach Paris, heiratete und ließ sich in Saint-Étienne nieder. Dort war sie von 1967 bis 1971 Kulturdirektorin des Theaters Comédie de Saint-Étienne. Ihre Ehe zerbrach bald wieder. 1971 leitete sie eine Theaterkompanie, die durch Afrika tourte.

### Journalistin und Hörfunkmoderatorin
1975 wurde Paula Jacques Journalistin bei den Printmedien und kam bald zu France Culture und dann zu France Inter. Damals gehörte sie zum Team von L'Oreille en coin (Das Ohr in der Ecke), einer in Frankreich bekannten Sonntagnachmittagssendung, die bis 1990 ausgestrahlt wurde.
In den 1980er Jahren verlobte sich Jacques mit einem Mitglied der linksextremen Terrorgruppe Action Directe, was dazu führte, dass sie wegen Mittäterschaft 1988 zu einer achtzehnmonatigen Haftstrafe verurteilt wurde. Wegen Unkenntnis der genauen Art der Aktivitäten ihres Geliebten wurde die Strafe jedoch zur Bewährung ausgesetzt.
Von 1990 bis 1996 produzierte und moderierte Paula Jacques zusammen mit Richard Hulot „Pentimento ou l'enfance de l'art“, einer Sendung in der sie Künstler wie Agnès Varda und Schriftsteller interviewte. Von 1997 bis 1999 moderierte sie die Sendung „Nuit noire“. In Cosmopolitaine, einer Sonntagnachmittagssendung, empfing sie von 1997 bis 2016 ausländische Persönlichkeiten aus Literatur, wie Nadine Gordimer oder Marie NDiaye, und Film.

### Schriftstellerin
Parallel zu ihrer Tätigkeit als Hörfunkmoderatorin begann Jacques zu schreiben. 1980 erschien ihr erster Roman „Lumière de l'oeil“, in dem sie die letzten Tage der jüdischen Gemeinde in Kairo zwischen 1952 und 1957 beschreibt. Diese Thematik hat sie bis heute in zahlreichen Romanen bearbeitet. So beschreibt sie etwa in ihrem Roman „Kayro Jacobi, juste avant l'oubli“ die Geschichte eines ägyptisch-jüdischen Regisseurs und Produzenten, der schließlich seines Filmstudios beraubt wird. Paula Jacques gab an, sie habe sich dafür vom Leben ihres Landsmannes Togo Mizrahi inspirieren lassen. Jacques soll sich selbst als „Isaac Bashevis Sängerin des ägyptischen Judentums“ bezeichnet haben.

„Paula Jacques zeichnet die Atmosphäre Ägyptens nach. Ihre Bücher sind schön. Ihre Sprache ist schön. Ihre Figuren haben eine wilde Menschlichkeit, eine Sinnlichkeit, sind launisch und wahrhaftig. Paula Jacques ist Licht für unsere blind gewordenen Augen.“

Ihre jüngsten Romane beschäftigen sich mit den Auswirkungen der Shoah auf die israelische Gesellschaft, mit der Niederlage Frankreichs 1940 und der Résistance.

## Auszeichnungen
- 1991: Prix Femina für Déborah et les Anges dissipés.
- 2001: LiBeraturpreis für Die Frauen mit ihrer Liebe
- 2002: Buchpreis des Radiosenders Europe 1 für Gilda Stambouli souffre et se plaint...
- 2002: Prix Baie des Anges des Literaturfestivals in Nizza für Gilda Stambouli souffre et se plaint...

## Werke
Paula Jacques ist die Autorin zahlreicher autobiografisch inspirierter Romane. Einige wurden ins Deutsche und ins Englische übersetzt.
- Lumière de l'œil. In: Littérature Générale. Mercure de France, Paris 1980.
- Un baiser froid comme la lune. In: Littérature Générale. Mercure de France, Paris 1983, ISBN 978-2-7152-0163-7.
- L'Héritage de tante Carlotta. In: Bleue. Mercure de France, Paris 1987, ISBN 978-2-7152-1495-8.
  - Das Erbe der Carlotta Sonsino aus Kairo. Übersetzung von Giuliana Broggi Beckmann. Rowohlt, Reinbek bei Hamburg 1993, ISBN 978-3-499-12645-1.
- Déborah et les Anges dissipés. In: Bleue. Mercure de France, Paris 1991, ISBN 978-2-7152-1722-5.
  - Die leichtsinnigen Engel. Übersetzung von Patricia Klobusiczky. Rowohlt, Reinbek bei Hamburg 1994, ISBN 978-3-499-13433-3.
- La Descente au paradis. In: Bleue. Mercure de France, Paris 1995, ISBN 978-2-7152-1808-6.
- Les Femmes avec leur amour. In: Bleue. Mercure de France, Paris 1997, ISBN 978-2-7152-1942-7.
  - Die Frauen mit ihrer Liebe. Fischer-Taschenbuch-Verlag, Frankfurt am Main 2002, ISBN 978-3-596-14721-2 (Erstausgabe: Edition Ebersbach, 2000).
- Gilda Stambouli souffre et se plaint... In: Bleue. Mercure de France, Paris 2002, ISBN 978-2-7152-2107-9.
- Kayro Jacobi, juste avant l'oubli. In: Bleue. Mercure de France, Paris 2010, ISBN 978-2-7152-2621-0.
- Rachel-Rose et l'Officier Arabe. In: Bleue. Mercure de France, Paris 2006, ISBN 978-2-7152-2402-5.
- Au moins il ne pleut pas. In: La Bleue. Stock, Paris 2015, ISBN 978-2-234-07560-3.
- Plutôt la fin du monde qu'une écorchure à mon doigt. Stock, Paris 2019, ISBN 978-2-234-08088-1.
- Blue Pearl. Gallimard Jeunesse, 2020, ISBN 978-2-07-512787-5.